# Kenneth Sisam
Kenneth Sisam (geboren am 2. September 1887 in Ōpōtiki, Bay of Plenty, Neuseeland; gestorben am 26. August 1971 in Großbritannien) war ein britischer Anglist, Lexikograf und Verleger, der sich insbesondere mit altenglischer und mittelenglischer Philologie befasste.

## Leben
Sisam war das jüngste von acht Kindern von Alfred John Sisam (1844–1928) und dessen Frau Maria (geborene Knights, 1846–1895). Er wuchs in einer ländlichen Gegend auf der Nordinsel Neuseelands auf und beschäftigte sich schon als Junge mit den Originalausgaben des Oxford English Dictionary (OED), die ab 1884 erschienen. Er studierte an der Universität Auckland, wo er seinen Bachelor und anschließend seinen Master of Arts absolvierte. 1910 erhielt er ein Rhodes-Stipendium für das Merton College in Oxford. Er begann ein Literaturstudium und wurde Assistent des Philologen Arthur Sampson Napier, der den Lehrstuhl an der Anglistischen Fakultät innehatte. Dieser erlaubte ihm, schon während des Studiums, Vorlesungen über Altenglisch und Mittelenglisch zu halten. Einer der Studenten, die seine Vorlesungen besuchten, war der Schriftsteller J. R. R. Tolkien, der am Oxford English Dictionary mitarbeitete und später ein Glossar (A Middle English Vocabulary) zu Sisams Standardwerk Fourteenth Century Verse and Prose beisteuerte. Seit einer Blinddarmentzündung im Jahr 1912 war Sisam militärdienstuntauglich. 1915 trat er als Lexikograf in die Oxford University Press ein und wurde Mitarbeiter von Henry Bradley bei der Erstellung des Oxford English Dictionarys. Nach Napiers Tod übernahm er 1916 dessen Professur.
1917 zog er nach London um und nahm vorübergehend eine Anstellung beim Ministry of Food ‚Ministerium für Ernährung‘ an. Im Jahr 1922 folgte er dem Angebot, als stellvertretender Sekretär zur Oxford University Press zurückzukehren. Hier arbeitete er rund 20 Jahre gemeinsam mit Robert William Chapman (1881–1960), zu dessen Nachfolger als ordentlicher Sekretär er 1942 wurde, als Chapman krankheitsbedingt aufhören musste. 1932 entdeckte Sisam in einer mittelalterlichen Handschrift in Kent eine Federprobe, die den altniederländischen Vers Hebban olla vogala enthält, der als das älteste erhaltene schriftliche Zeugnis der niederländischen Literatur betrachtet wird. Sisam zog sich 1948 auf die Scilly-Inseln zurück, blieb jedoch weiterhin eng mit dem Verlag verbunden. Er setzte sich dafür ein, dass der Verlag im Jahr 1952 eine zweite Ergänzung zur Originalausgabe des OED herausgeben sollte, anstatt, wie zunächst geplant, eine komplette Überarbeitung des gesamten Wörterbuchs in Angriff zu nehmen. Auch nach seiner Pensionierung setzte Sisam seine wissenschaftliche und editorische Arbeit fort und veröffentlichte diverse Fachartikel und Editionen. Gemeinsam mit seiner Tochter Celia Sisam gab er für die Early English Text Society 1959 den Salisbury Psalter (OS 242) heraus.

## Familie
1915 heiratete Sisam die ebenfalls aus Neuseeland stammende Naomi Irene Gibbons (1886–1958), die gemeinsam mit Sisam 1908/1909 ihren Bachelor of Arts am Auckland University College abgeschlossen hatte. Das Paar hatte zwei Kinder, Hugh (1923–1989) und Celia Sisam (* 1926).

## Ehrungen (Auswahl)
- 1941: Mitglied der Royal Academy of Arts
- Ehrendoktor der Universität Reading
- 1948: Großritter des Isländischen Falkenordens[8]

## Werke (Auswahl)
- Fourteenth Century Verse and Prose. Clarendon Press, Oxford 1921 (englisch, Nachdruck 1964 archive.org).
- Cynewulf and his poetry. H. Milford, London 1933 (Textarchiv – Internet Archive – Vorlesung aus dem Jahr 1933).
- Studies in the History of Old English Literature. Oxford University Press, 1953 (englisch, Nachdruck 1967 Textarchiv – Internet Archive – Leseprobe).
- Anglo-Saxon Royal Genealogies. In: Proceedings of the British Academy. 39, 1953, S. 287–348.
- The Structure of Beowulf Oxford University Press, 1965 (englisch, Textarchiv – Internet Archive – Leseprobe).
- mit J. R. R. Tolkien: Middle English Reader and Vocabulary. 2011, ISBN 978-1-306-34125-7.

Als Herausgeber:
- Geoffrey Chaucer: The Clerke's Tale of Oxenford. Clarendon Press, Oxford 1923.
- Geoffrey Chaucer: The Nun’s Priest’s Tale Clarendon Press, Oxford 1927 (archive.org).